# Nico Chiara

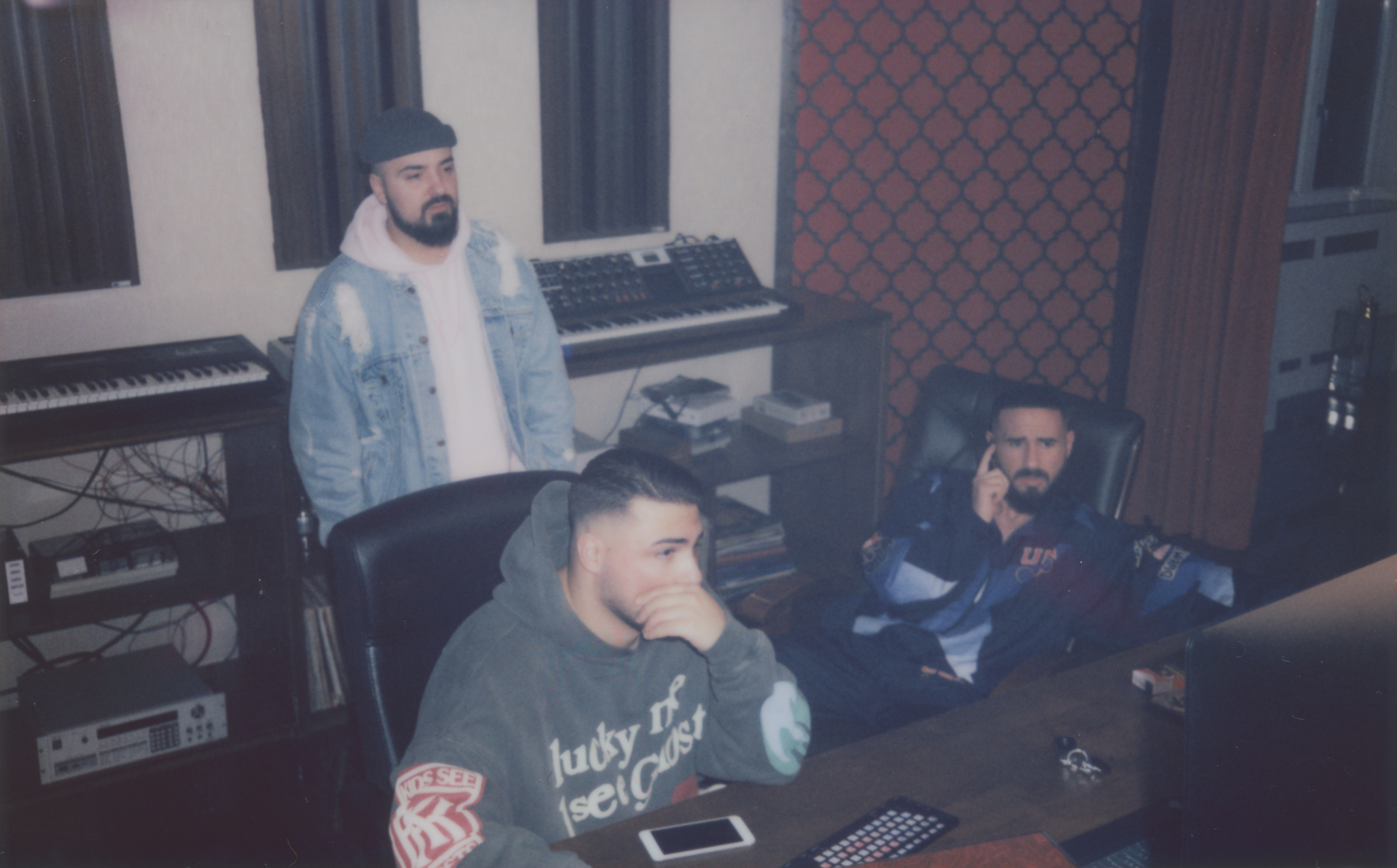
Eine Momentaufnahme aus dem Studio

Nico-Giuseppe Chiara (* 3. April 1993 in Öhringen) ist ein deutscher Musikproduzent mit mehrfach Gold und Platin ausgezeichneter Musikproduktion, der mit  deutschen und US-amerikanischen Rappern zusammenarbeitete.

## Leben
Chiara wuchs in Bad Rappenau-Zimmerhof im Landkreis Heilbronn auf.
Im Jahr 2016 etablierte sich Nico Chiaras Sound auch im Deutschrap. Er produzierte 2016 das Studioalbum Vibe von Fler und brachte ihn wieder an die Spitze der Charts. Seit 2017 arbeitet Nico Chiara auch in den Vereinigten Staaten. Er arbeitete mit G-Eazy, Logic, Migos, Drake, Bryson Tiller & D.R.A.M zusammen. 2019 produzierte er gemeinsam mit OZ Shindys 4. Studioalbum „DRAMA“. Das Album wurde seit Release mit dem Goldstatus ausgezeichnet. Außerdem wurden Singles wie „DODI“, „AFFALTERBACH“, „NAUTILUS“ und weitere Songs wie „BABYGIRL“ und „BABYBLAU“ mit dem Goldstatus ausgezeichnet. Nach seiner erfolgreichen Zeit bei Sony ATV steht er jetzt bei dem Amerikanischen Verlag Ultra Music unter Vertrag.
In einem Interview erzählt der Star-Produzent, dass er aktuell an einem Artist-Projekt arbeitet.

## Tätigkeiten abseits der Musik
Nico Chiara hat BRAVO verraten, dass er neben einigen anderen unternehmerischen Projekten einen Friseursalon in Heilbronn eröffnet hat. Außerdem arbeitet er sehr konkret an dem Release seines ersten eigenen Parfüms: „Ich hatte schon immer ein Faible für gute Frisuren, Düfte und ein sauberes Auftreten. Wenn man viel schaffen möchte, fängt man an, seinen Alltag effizienter zu gestalten. Die logische Schlussfolgerung war also, den eigenen Friseursalon direkt unter mein Studio zu bauen.“

## Produktionen
2021–2022
- Lionaire x Nico Chiara - WHO DAT
- Morpheuz - Weiße Fee
- Lionaire - Bitch (Memphis)
- Lionaire - Way before
- Lionaire - OMG
- Play69 - ROSÈ
- LIZ ft. Schwester Ewa - SKYLINE STORYS[4]

2020
- Ali Bumaye  - 3XL
- Monet192 - Sag nichts
- Monet192 - Cold Cold
- Morpheuz - letzter lovesong
- J.I. - Excuse My Pain
- Monet192 - Sag nichts
- KEZ & Sierra Kidd - Wunden

2019
- Shindy - DODI
- Shindy - Rapsuperstar
- Shindy - ROAD2GOAT
- Shindy - Affalterbach
- Shindy - Nautilus
- Soleyama Werbespot (Theme Music)
- Shindy - EFH
- Shindy - DRAMA (Album)

2018
- Logic - Contra[5]
- G-Eazy - Love is Gone
- AK Ausserkontrolle – Nympho
- Rin - Burberry/Super Paris Light
- Rin - Oldboy
- Dardan ft. UFO361 - Ferragamo

2017
- Dardan & Nimo - Telefon
- Celo & Abdi – Kein Rückwärtsgang
- DRAM ft. Playboi Carti – Crumbs
- DRAM – Dream
- Lionaire - Enough Evidence
- Lionaire - Supreme
- Azad - YES
- LGoony, Soufian & Crack Ignaz - New Level
- Fler & Jalil - Makellos
- Fler & Jalil - Slowmotion
- Remoe - Transformer
- Fler & Jalil - Paradies
- Remoe - Keiner Will mit mir Tanzen
- Bushido - Sodom und Gomorrha
- Dardan - Atme durch
- Dardan - Walking Dead
- Remoe - Nano
- Remoe - Lieblingsmensch
- Remoe - Bad Ass
- Bushido - CCNDNA
- D.R.A.M - The Uber Song
- Bushido - Cocaine Cowboys
- Bushido - Angst
- Bushido - Konsequenz
- Bushido - Moonwalk
- Bushido - Geschlossene Gesellschaft
- Fler & Jalil - Hype
- Fler & Jalil - Zenit
- Fler & Jalil - Standing
- Fler & Jalil - Gang für immer
- Fler - Jalil - Rudel
- Fler & Jalil - Alles VVS
- Fler & Jalil - Flex’n
- Fler & Jalil - Coogi
- Fler & Jalil - On Off Beziehung

2016
- Fler - Lifestyle der armen und gefährlichen
- Bryson Tiller ft. Gucci Mane - Drove U Crazy
- Fler - Dresscode
- Fler - Bewährung Vorbei
- Fler - Heiligtum
- Fler - Reality Check
- Fler - Gangbangsowieso
- Fler - Junge aus der City
- Fler - Du hast den schönsten Arsch der Welt
- Fler - Bewaffnet und Ready
- Fler - Sophia Thomalla / Slang kriminell
- Fler - Episch
- Fler - Hätte nie gedacht
- Fler - CREAM
- Fler - Unsichtbar
- Fler - Attitude
- Fler - Bündel
- Fler - Famebitch
- Fler - Vibe
- Lionaire - Bounce Back[1]
- Shindy - Art of War
- Dardan - Kripos jagen mich
- Fler & Jalil - sollte so sein
- Fler & Jalil - Predigt

2015
- Olexesh - Gehst du mit mir rein[2]
- Lionaire - Mission[3][6][7][8]